# Pariser Basis

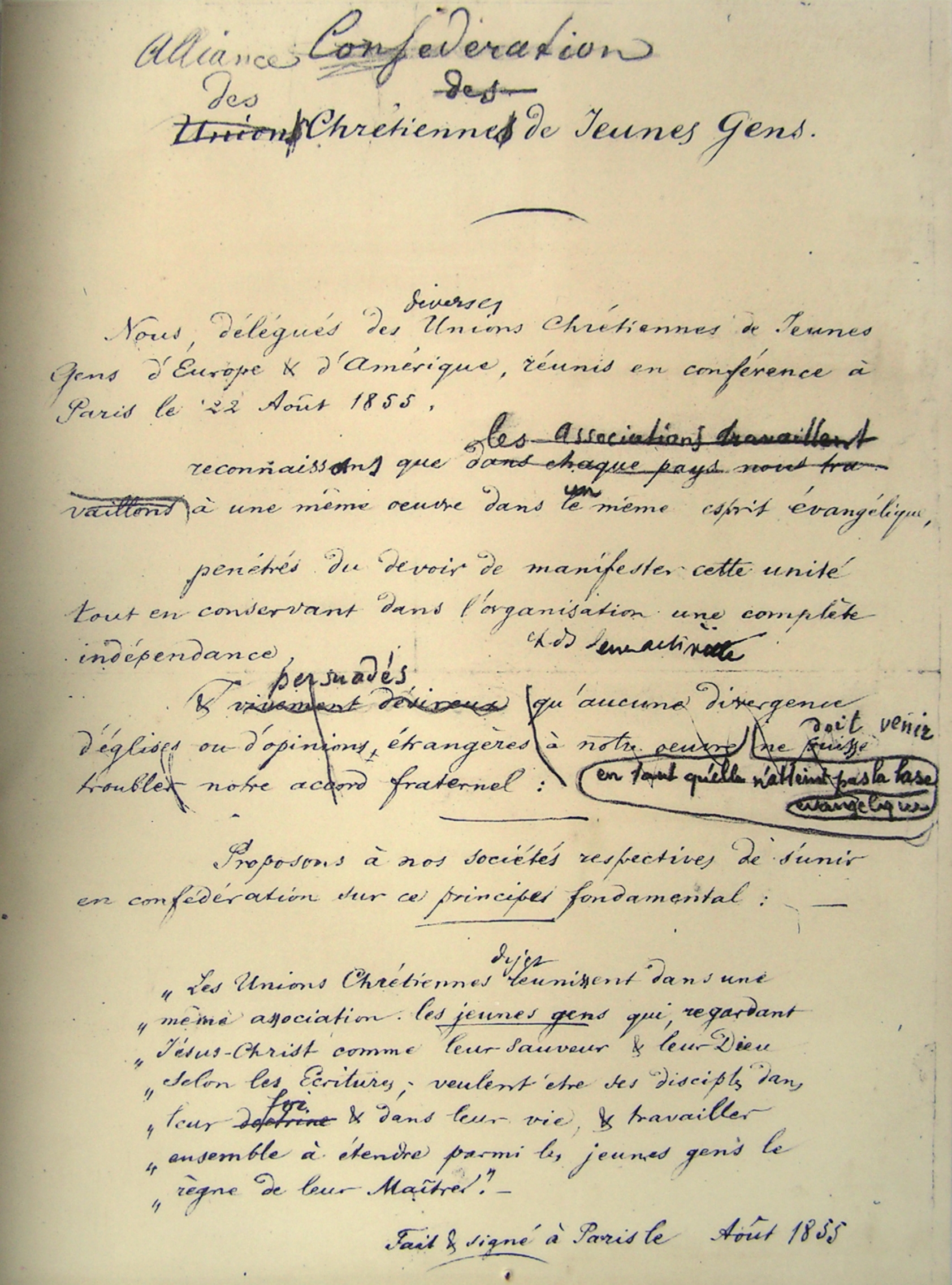
Pariser Basis des internationalen YMCA von 1855

Die Pariser Basis, die bei der ersten CVJM-Weltkonferenz im August 1855 in Paris veröffentlicht wurde, ist die Grundlage der Arbeit des CVJM.

## Wortlaut der Erklärung von 1855
„Die Christlichen Vereine Junger Männer haben den Zweck, solche jungen Männer miteinander zu verbinden, welche Jesus Christus nach der Heiligen Schrift als ihren Gott und Heiland anerkennen, in ihrem Glauben und Leben seine Jünger sein und gemeinsam danach trachten wollen, das Reich ihres Meisters unter jungen Männern auszubreiten.
Keine an sich noch so wichtigen Meinungsverschiedenheiten über Angelegenheiten, die diesem Zweck fremd sind, sollten die Eintracht brüderlicher Beziehungen unter den nationalen Mitgliedsverbänden des Weltbundes stören.“

### Zusatzerklärung
„Die CVJM sind als eine Vereinigung junger Männer entstanden. Heute steht die Mitgliedschaft allen offen. Männer und Frauen, Jungen und Mädchen aus allen Völkern, Konfessionen und sozialen Schichten bilden die weltweite Gemeinschaft im CVJM. Die ‚Pariser Basis‘ gilt heute im CVJM-Gesamtverband in Deutschland e.V. für die Arbeit mit allen jungen Menschen.“

## Ursprung der Pariser Basis
Der Satz, der heute als „Pariser Basis“ bezeichnet wird, wurde von dem 22-jährigen Jurastudenten Frederic Monnier formuliert. Die Pariser Basis gilt seit 1855 und wurde vom 6. Weltrat im Jahr 1973 bestätigt. Außerdem wurde sie auch bei der 100-Jahr-Feier 1955 sowie erneut bei der 125-Jahr-Feier 1980 bekräftigt. Bis heute gilt sie als Grundlage der CVJM-Arbeit in aller Welt.